# Acomys cineraceus
Acomys cineraceus är en däggdjursart som beskrevs av Leopold Fitzinger och Theodor von Heuglin 1866. Acomys cineraceus ingår i släktet taggmöss och familjen råttdjur. Inga underarter finns listade.

## Utseende
Arten når en kroppslängd (huvud och bål) av 89 till 116 mm, en svanslängd av 72 till 121 mm och en vikt av 26 till 61 g. Bakfötterna är 13 till 19 mm långa och öronen blir 13 till 18 mm stora. I den mjuka pälsen på ovansidan är några taggar inblandade. Denna gnagare har en svartgrå rygg, mera kanelbruna eller rödbruna kroppssidor och en vit undersida. Under varje öga och bakom varje öra förekommer en liten vit fläck. Även svansen är uppdelad i en mörkare ovansida och en vitaktig undersida. Den är täckt av korta styva hår.

## Utbredning och habitat
Denna taggmus förekommer i östra Afrika från centrala Sudan söderut till norra Uganda och norra Kenya samt österut till norra Somalia. Utbredningsområdet är delat i flera från varandra skilda populationer. I bergstrakter når arten 2000 meter över havet. Habitatet är oftast halvöknar och klippiga områden samt jordbruksmark och trädgårdar.

## Ekologi
Acomys cineraceus är vanligast i områden som ligger 200 till 500 meter över havet. Den söker ofta människans närhet. Arten är aktiv under skymningen eller under natten och den går på marken eller klättrar på klippor. Ungarna föds troligen vid början av den torra perioden eller lite senare. Honan är uppskattningsvis 30 till 35 dagar dräktig och sedan föds upp till 5 ungar per kull. Ungarna är vid födseln ganska bra utvecklade med öppna ögon. De blir efter cirka två månader könsmogna.
Födan utgörs främst av insekter. Som komplement äter djuret andra ryggradslösa djur samt frön och gröna växtdelar.